# Cockshutt
Cockshutt – wieś w Anglii, w hrabstwie Shropshire. Leży 18 km na północ od miasta Shrewsbury i 239 km na północny zachód od Londynu.